# Ціцканаантсері
Ціцканаантсері (груз. წინწკანაანთსერი) — село в Грузії.
За даними перепису населення 2014 року в селі проживає 419 осіб.